# Сальтаро (юдик Галлури)
Сальтаро I (італ. Saltaro I; д/н — 1113/1116) — юдик (володар) Галлурського юдикату у 1112—1113 роках.

## Життєпис
Походив з династії Зорі. Син Торкіторіо I, юдика Галлури, та Падулеси ді Гунале. Десь після 1080 року оголошений спадкоємцем трону і молодшим співюдиком. З 1110 року все більше долучався до державних справ. Відомо, що зробив пожертву пізанській церкві Віттіте (Св.Віта).
1112 року після смерті батька успадкував трон, але 1113 року його співюдиком став вуйко Іттокор, який фактично відсторонив Сальтаро від влади. Сальтаро помер до 1116 року.